# 256-й артиллерийский полк
256-й артиллерийский ордена Богдана Хмельницкого полк (256-й ап) — артиллерийский полк Вооружённых сил СССР. Принимал участие в Великой Отечественной войне

## История

### Формирование
Полк образован 25 марта 1918 года, как 75-й артиллерийский полк. В июле 1918 года полк вошёл в состав 9-й стрелковой дивизии, как 9-й артиллерийский полк. С сентября 1919 года по март 1920 года принимал активное участие в освобождении Донбасса от белогвардейцев. Гражданскую войну 9-й артиллерийский полк в составе 11-й Краснознамённой армии заканчивал в Грузии, где с ноября 1920 года по 22 апреля 1922 года в составе 9-й стрелковой дивизии участвовал в боях с грузинскими меньшевиками. Дислоцировался в Батуми.
В феврале 1928 года в честь 10-летия РККА полку вручено Боевое Красное Знамя ВЦИК СССР. В годы мирного строительства воины-артиллеристы успешно оттачивали боевое мастерство. В феврале 1928 года в честь 10-летней годовщины РККА полку вручено боевое Знамя ВЦИК СССР.
В 1931—1932 годах за высокие результаты артиллерийских стрельб полк удостоен переходящего знамени РВС РККА, а в 1936 году полку присвоено наименование Артиллерийский снайперский полк, в честь этого установлены особые нарукавные отличительные знаки. В 1938 году 3-й артиллерийский дивизион полка выделен для изгнания японских захватчиков, вторгшихся на нашу дальневосточную землю.
К началу Великой Отечественной войны артиллерийский полк в составе дивизии находился в Батуми на охране южных границ с Турцией, где занимался плановой боевой учёбой.

### Годы войны
В Действующей армии 256-й ап:
- 23.11.41-28.1.42
- 15.5.42-17.10.43
- 28.4.44-11.5.45

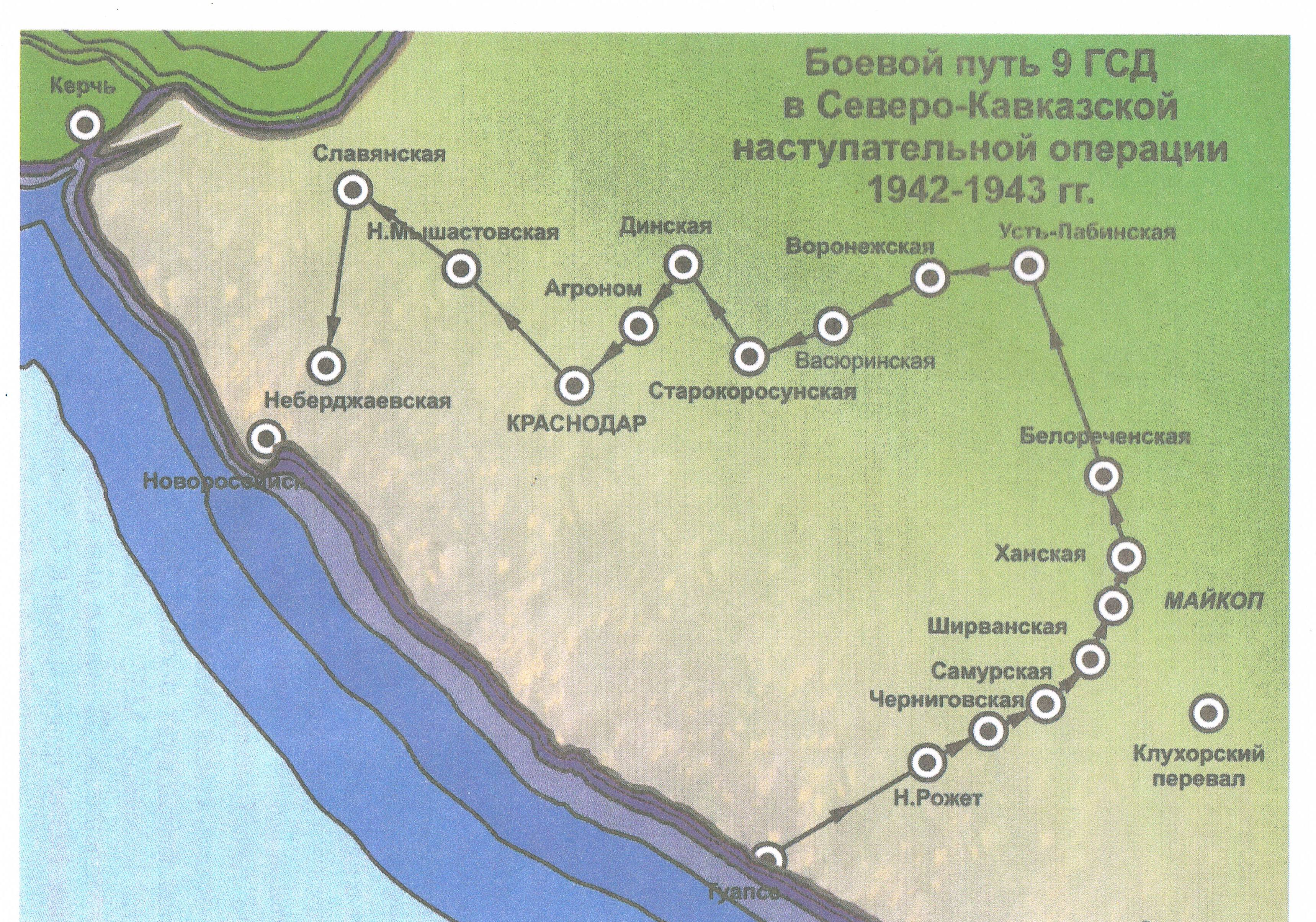
Боевой путь 256-го ап в составе 9-й гсд в Северо-Кавказской наступательной операции. 1942—1943 гг.

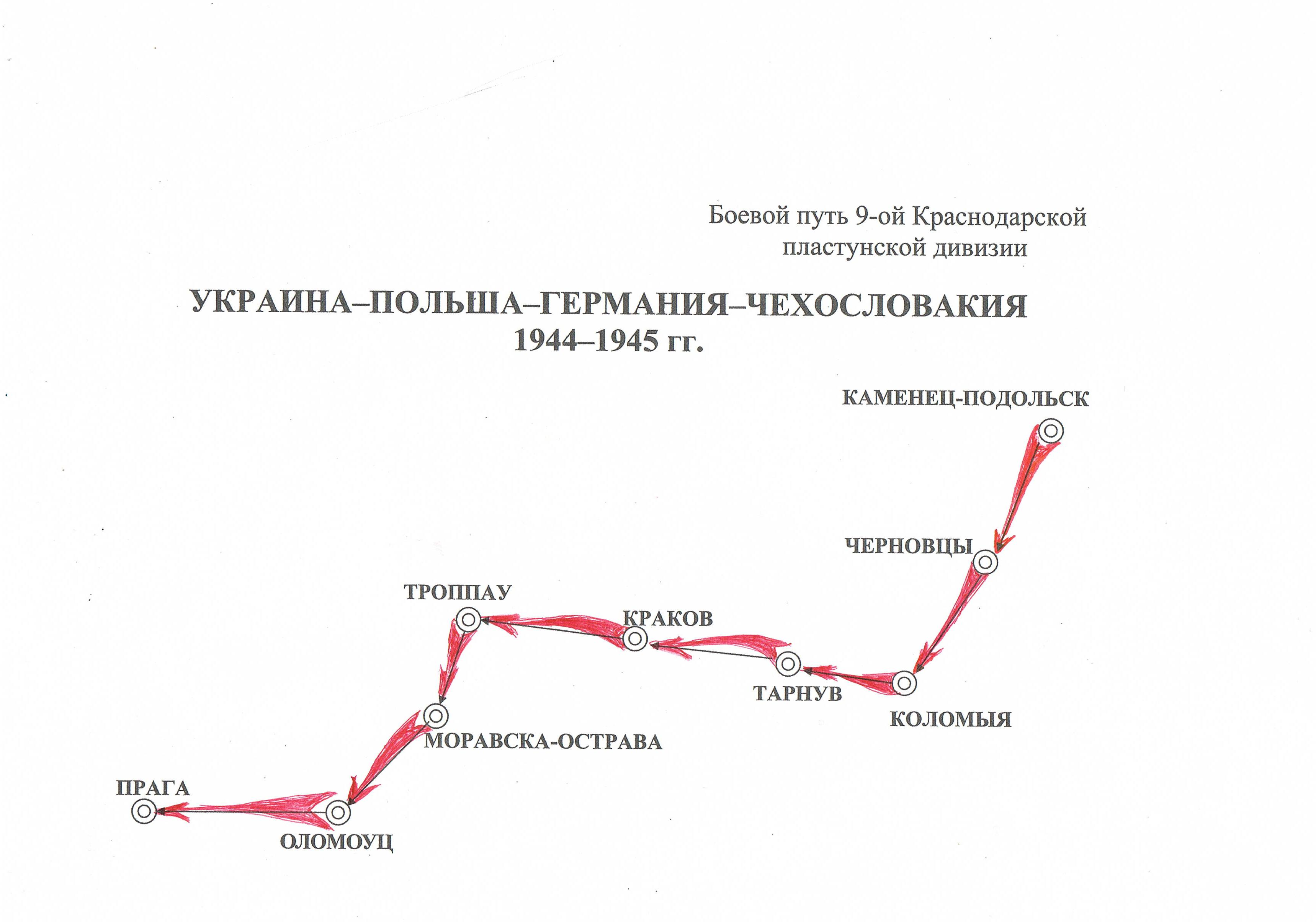
Боевой путь 256-го ап в составе 9-й пластунской стрелковой дивизии Схема. 1943—1945

В борьбу с немецко-фашистскими захватчиками полк вступил в городе Феодосия в декабре 1941 года.
В декабре 1941 года 251-й горнострелковый полк и второй дивизион 256-го артиллерийского полка, как десантные, имеющие опыт и практику в десантных операциях, были переброшены в 51-ю армию Северо-Кавказского фронта, где приняли участие в Керченско-Феодосийской десантной операции.
В августе 1942 года 121-й горнострелковый полк с 1-м дивизионом 256-го артполка, переподчинённый непосредственно командующему 46-й армией, переброшен в район Сухуми и 27.08.1942 года впервые вступил в бой с 1-й горно-егерской дивизией «Эдельвейс» 49-го горнострелкового корпуса 17-й армии на Клухорском перевале в районе села Гвандри. Они были переброшены из Батуми в Сухуми по железной дороге и морем. Первыми выгрузились артиллеристы. Разобрав горные пушки и навьючив их на лошадей, они сразу же выдвинулись в горы, на Клухорский перевал. Тяжёлый, 75-километровый марш по горной дороге, предварительно подготовленной нашими сапёрами к взрыву. Местами дорога (тропа) сужалась до 1 метра, извиваясь над глубокими ущельями с отвесными стенами. По этой причине дивизион был вынужден передвигаться растянутой цепью и вступал в бой по частям, по мере подхода артиллерийских батарей к месту назначения, к своим боевым порядкам. Артиллеристы 1-го дивизиона 256-го артполка с позиций у села Гвандры поддерживали своим огнём пехотинцев 121-го горнострелкового полка успешно выполнили задачи, не допустив прорыва отборных немецких войск в Закавказье.
За этот бой 121-й горнострелковый полк 13 декабря 1942 года был награждён Орденом Красного Знамени.
В 1943 году — вёл бои за освобождение Кубани. В начале 1943 года 256-й артиллерийский полк в составе 9-й горонострелковой дивизии участвовал в прорыве сильно укреплённой группировки противника на Майкопско-Белореченском направлении. В результате успешных боевых действии наших войск началось массовое изгнание врага с территории Адыгеи и Кубани. В 1944—1945 годах с боями прошёл Украину, Польшу. Войну закончил на территории Чехословакии. Шесть раз Москва салютовала артиллеристам полка за овладение городами Дембица, Краков, Оппельн, Троппау Моравска-Острава, Журина и железнодорожным узлом Сломоун.
За участие в боях Великой Отечественной войны, за мужество и отвагу, проявленные личным Составом, за большой вклад в дело Победы над врагом полк Указом Президиума Верховного Совета Союза ССР от 28 мая 1945 года награждён орденом Богдана Хмельницкого II степени. За годы войны 1851 воин полка награждён орденами и медалями Советского Союза.

### Послевоенный период

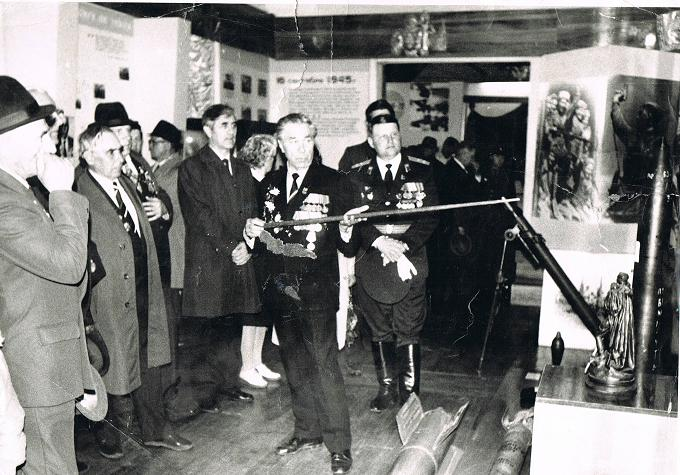
В музее боевой славы 9-й пластунской стрелковой дивизии пластун-артиллерист командир орудия 256-го ап Тарасенко М. Н. и комдив полковник Дорофеев А. А. Майкоп 1988 год.

В послевоенный период с сентября 1945 года 256-й артиллерийский полк дислоцировался в Усть-Лабинске. В 1950 году был преобразован в 340-й артиллерийский полк. С 1950 по 1992 год 340-й артиллерийский ордена Богдана Хмельницкого полк в составе 9-й мотострелковой Краснодарской Краснознамённой орденов Кутузова и Красной Звезды дивизии имени Верховного Совета Грузинской ССР дислоцировался в Майкопе Республики Адыгея.
На месте боёв в Апшеронском районе воинам полка установлен памятник.

### Расформирование
В 1992 году 340-й артиллерийский полк был переформирован в артиллерийский дивизион 131-й отдельной мотострелковой бригады

## Командование

### Командование в годы Гражданской и Великой Отечественной войны
- 1943—1946 майор Теплов Даниил Иванович

### Командование после войны
Командиры полка
- 1943—1949 майор Теплов, Даниил Иванович
- 1949—1952 полковник Гнедковский Николай Александрович
- 1953—1958 полковник Нугманов Рауль Закиевич
- 1959—1966 полковник Алтунин Лев Борисович
- 1967—1972 полковник Волков
- 1972—1976 полковник Шияненко Анатолий Фёдорович
- 1979—1981 полковник Филимонов Олег Иванович
- 1984—1985 полковник Морозов, Владимир Андреевич
- 1985—1987 полковник Маринченко, Анатолий Васильевич
- 1987—1991 полковник Коршунов, Николай Фёдорович
- 07.1991- 05.1992 полковник Сащенко, Евгений Константинович (1947—1.1.1995) пропал без вести, 22.3.2001 признан судом погибшим.
- 05.1992 — 10.1992 полковник Кириченко, Николай Васильевич

Заместители командира полка по политчасти
- 1950—1966 подполковник Синюгин Пётр Васильевич
- 1966—1970 подполковник Лысенко Владимир Васильевич
- 1970—1972 подполковник Зангиев Зейтун Наниевич
- 1972—1973 подполковник Рудяк, Леонид Соломонович
- 1973—1975 подполковник Шорохов Василий Иванович
- 1975—1976 подполковник Васильев Александр Васильевич
- 1984—1985 подполковник Семенчук, Александр Фёдорович
- 1985—1991 подполковник Добрянский, Константин Иванович
- 1991—1992 подполковник Садовский, Дмитрий Николаевич

Начальники штаба полка
- 1943—1944 майор Прозоров Павел Иванович
- 1965—1968 подполковник Константинов Илья Алексеевич
- 1972—1975 подполковник Небритов Жорж Николаевич
- 1975—1978 подполковник Леваков Борис Яковлевич
- 1978—1984 подполковник Бражников Геннадий Иванович
- 1985—1987 майор Талаш Владимир Сергеевич
- 1987—1988 подполковник Тетерин Пётр Никифорович
- 1991—1992 подполковник Челенгаров Борис Сергеевич

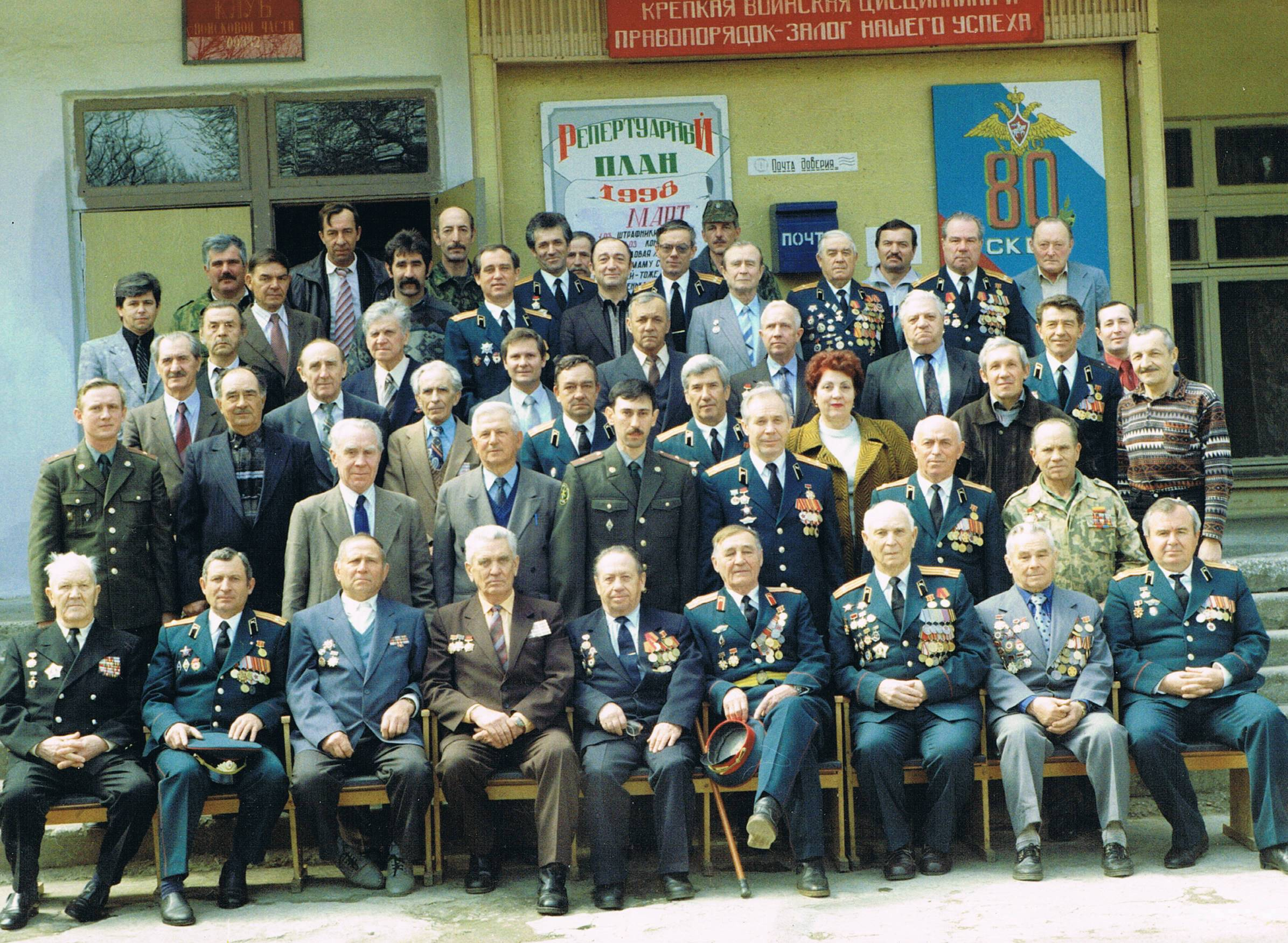
Ветераны 340-го артиллерийского полка 9-й мсд. Майкоп 1998

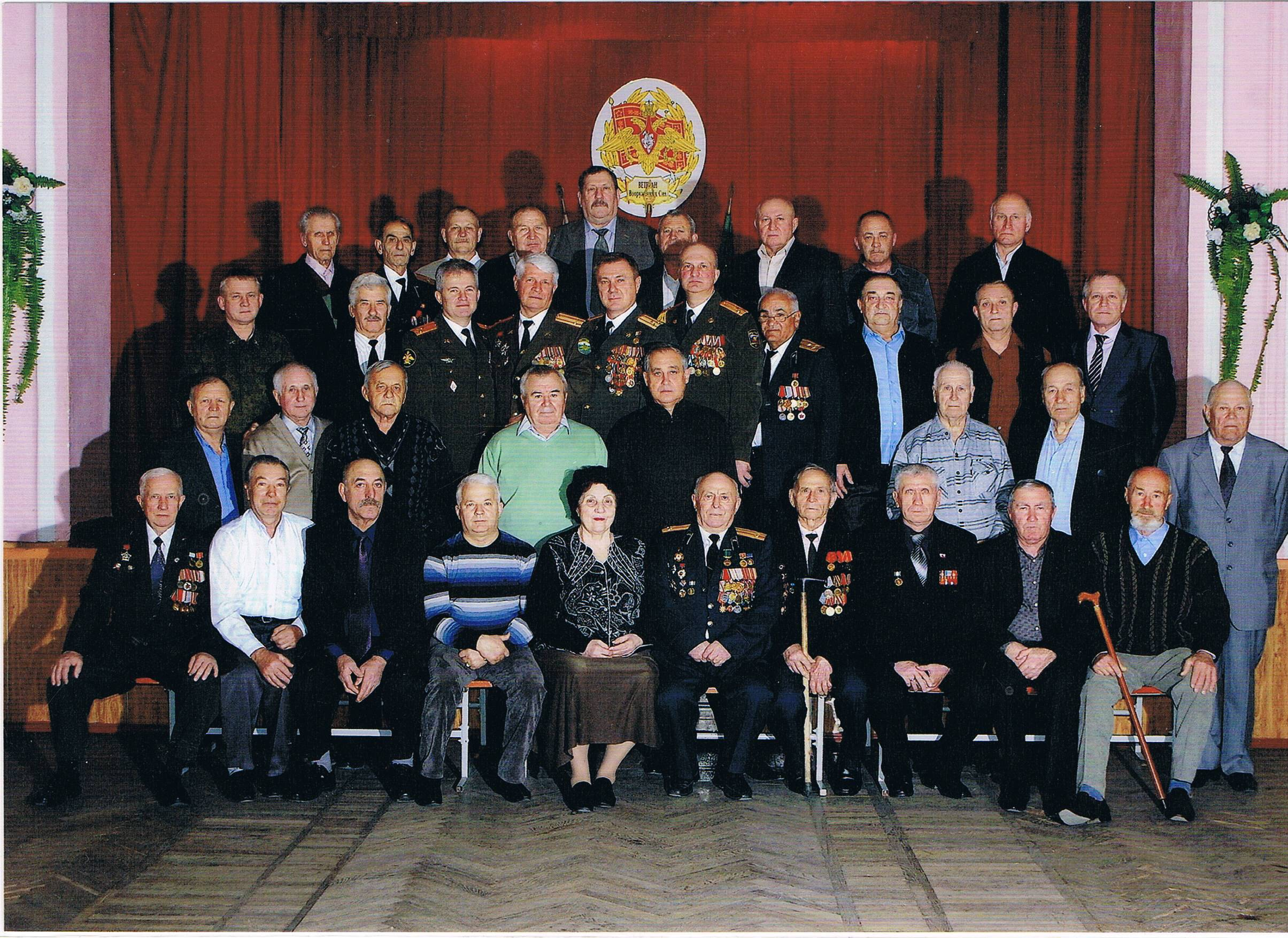
Ветераны 340-го артиллерийского полка 9-й мсд. Майкоп 25.3.2013

## Награды и наименования
| Награда                               | Дата             | За что получена |
| ------------------------------------- | ---------------- | --- |
| Орден Богдана Хмельницкого II степени | 28 мая 1945 года | За образцовое выполнение заданий командования в боях с немецкими захватчиками при овладении городами Моравская Острава, Жилина и проявленные при этом доблесть и мужество |